# Galgupha carinata
Galgupha carinata är en insektsart som beskrevs av Mcatee och Malloch 1933. Galgupha carinata ingår i släktet Galgupha och familjen glansskinnbaggar. Inga underarter finns listade i Catalogue of Life.